# Yōsuke Matsuoka
Pour les articles homonymes, voir Matsuoka.
Yōsuke Matsuoka (松岡 洋右, Matsuoka Yōsuke), né à Hikari le 3 mars 1880 et mort à Tokyo le 26 juin 1946, est un homme politique japonais, ministre des Affaires étrangères durant la Seconde Guerre mondiale sous le gouvernement de Fumimaro Konoe et signataire du pacte tripartite faisant entrer le Japon dans l'axe Rome-Berlin-Tokyo en 1940.
Il fait partie des 14 criminels de guerre de classe A vénérés au sanctuaire Yasukuni.
Yōsuke Matsuoka devint célèbre en Occident en 1933 en annonçant le retrait du Japon de la Société des Nations.
Matsuoka signa notamment à Moscou le traité de non-agression russo-japonais en avril 1941, deux mois avant l'invasion allemande en URSS. 
Poursuivi par les Américains comme criminel de guerre devant le tribunal de Tokyo, il mourut en prison dans l'attente de son jugement. Il fait partie des 14 criminels de guerre de classe A vénérés au sanctuaire Yasukuni.

## Biographie

### Jeunesse
Il est originaire de la préfecture de Yamaguchi.
Matsuoka est le quatrième enfant d'un chef d'entreprise de transport maritime au district de Kumage, préfecture de Yamaguchi (aujourd'hui inclus dans la ville d'Hikari). À onze ans, l'entreprise familiale fait faillite.

### Études aux États-Unis
Yōsuke Matsuoka est envoyé en 1894 aux États Unis et est diplômé de la faculté de droit de l'Oregon,.
Il s'installe à Portland, Oregon, vivant de prime abord à la mission méthodiste, il est par la suite accueilli par le foyer de la veuve de William Dunbar, qui comprend son fils Lambert et sa sœur Isabelle Dunbar Beveridge. Madame Beveridge fait figure de mère adoptive pour Matsuoka, l'aidant à s'adapter à la société américaine. L'affection de Matsuoka dure jusque bien après son retour au Japon. Elle décède en 1906,.
Matsuoka entre au collège Atkinson Grammar School à Portland (qui existe toujours sous l’appellation de Atkinson Elementary School) et par l'influence de madame Beveridge et de la famille Dunbar, il est baptisé par le révérend Kawabe dans l'Église presbytérienne,, prenant le nom de Frank Matsuoka. Il déménage à Oakland, Californie, et avec son grand frère Kensuke, intègre la Oakland High School pour un an et demi. Il retourne ensuite à Portland où il étudie le droit, exerçant plusieurs emplois temporaires tels que serveur, vendeur en porte à porte (de café) et interprète pour une entreprise japonaise.
Revenu au Japon, il est reçu au concours du Ministère des Affaires étrangères où il entre en 1904.

### Affaires étrangères
En deux ans, il est accède au poste de vice-consul à Shanghai. Il est par conséquent rattaché au gouverneur général du Guandong, où il fait la connaissance de Gotō Shinpei, alors président des chemins de fer de la Mandchourie du sud et de Yamamoto Jōtarō, travaillant alors pour Mitsui à l'exploitation des ressources naturelles de Mandchourie. En dix-huit ans, Matsuoka gravira rapidement les échelons de la diplomatie japonaise. Il est brièvement nommé au poste de premier secrétaire de l'ambassade japonaise à Washington D.C. en 1914 et membre de la délégation japonaise à la conférence pour la paix de Paris en 1919. Matsuoka travaille en tant que secrétaire du premier ministre Terauchi Masatake et du ministre des Affaires étrangères de Terauchi, Gotō Shinpei, où sa connaissance de l'anglais est un atout. Matsuoka est également un défenseur acharné de l'implication japonaise dans l'intervention en Sibérie contre les bolchéviques durant la guerre civile russe.

### Chemins de fer de la Mandchourie du sud et carrière politique

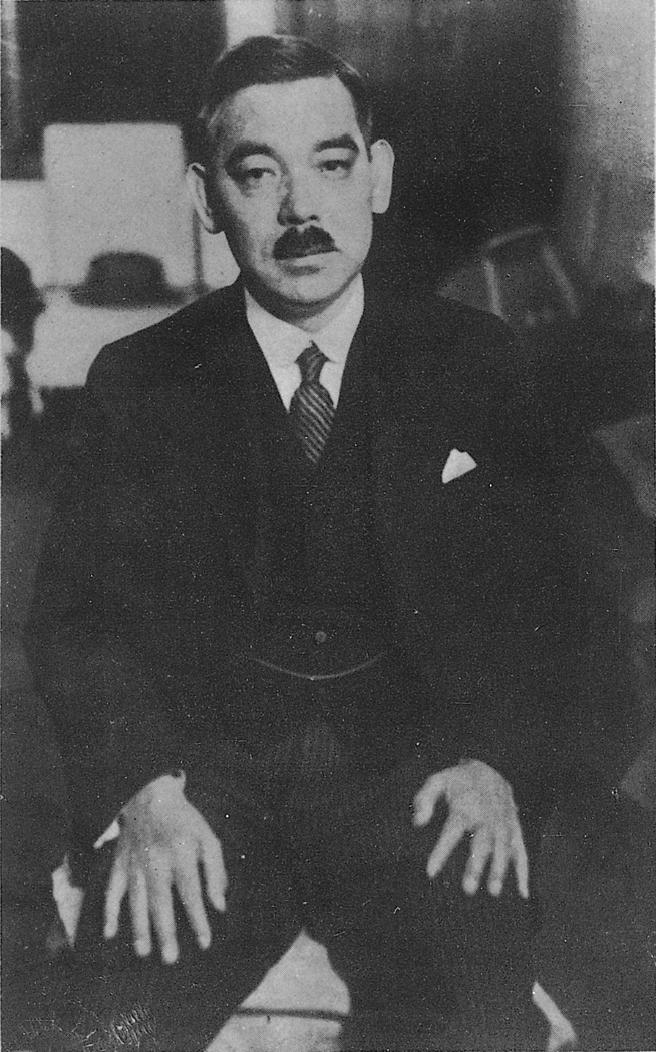
Yōsuke Matsuoka

Matsuoka quitte la diplomatie en 1921 pour prendre le poste d'administrateur de la Compagnie de Chemin de fer du Sud-Mandchourien, une compagnie de chemin de fer opérant en Mandchourie.
En 1927, Matsuoka est promu vice-président de l'entreprise. Il est également responsable de l'extension des mines de charbon à  Fushun et de la construction d'une usine de liquéfaction du charbon. Néanmoins, en 1930, il démissionne de la South Manchurian Railway et retourne au Japon.
En février 1930, il est élu député à la chambre des représentants de la Diète pour la préfecture de Yamaguchi avec le soutien du parti politique Rikken Seiyūkai.
En 1933, il représente le Japon à l'Assemblée générale des Nations unies.
En août 1935, il est nommé président du Mantetsu, poste qui lui permet de s'occuper de la politique coloniale japonaise.

### Seconde Guerre mondiale
Le 13 avril 1941, à l'issue d'une tournée en Europe où il a visité la Russie, l'Allemagne et l'Italie, et rencontré Hitler, Mussolini, Pie XII et Staline, Matsuoka signe avec Molotov le pacte nippo-soviétique de non-agression.
Après l'opération Barbarossa, il tente de convaincre le gouvernement d'appliquer les clauses du pacte tripartite.

### Après la Seconde Guerre mondiale
En avril 1946, le Tribunal militaire international d'Extrême-Orient le suspecte d'être un guerre de la classe A ; mais il meurt en juin 1946 des suites de maladie sans avoir été jugé.